# 克里斯托·穆勒
克里斯托·穆勒（英語：Christoph R. Mueller，1961年12月17日—）简称穆勒或慕勒。是一名擁有超過25年經驗的德国籍航空业老手，現在是馬來西亞航空的非执行董事。
穆勒前后担任过无数家企业的高层。他的职业生涯始于德国汉莎航空。然后，他也让前身为比利时国家航空的比利时航空公司起死回生，亦将爱尔兰航空扭转乾坤。除此之外，他曾于2002年担任当时亏损严重的DHL快递公司的全球财务总监，该公司在他一年的领导下便赚了300万美元。
馬來西亞傳媒Focus Malaysia評論穆勒為能够将陷入财务困境的企業扭转乾坤的专家，他在这一方面也赢得了许多不同國際專家的赞赏和名声。他比喻自己为决定在急診室工作的人，而不是在医疗美容诊所工作的人。

## 教育
穆勒于1961年9月17日在德国出生。1988年在德国科隆大学获得MBA学位，并于1999年在哈佛商学院完成高级管理课程。

## 职业生涯
穆勒于1989年加入德国汉莎航空，担任该公司内部审计部门的金融与财务分析师。1991年退出德国汉莎航空後，加入戴姆勒-奔驰宇航及担任首席财务总监。他推動了對該公司旗下5家子公司的重組計劃，并顺利将这5家子公司转亏为盈。穆勒于1994年重新回到德国汉莎航空担任财务高级副总监，同年被升为公司副执行长。之后穆勒于1999年加入比利时航空担任首席执行长，然而由于该公司亏损太严重、资金短缺、加上911事件的影响以及2001年经济衰退等问题，该公司于2001年宣告破产。在该公司破产后穆勒迅速筹集资金并创办了该公司的继承者—SN布鲁塞尔航空公司，并继续担任该公司的主席兼首席执行长。2002年，穆勒退出SN布鲁塞尔航空公司并加入当时亏损严重的DHL快递公司，并担任该公司的全球财务总监。该公司在他一年的领导下便赚了300万美元。
途易旅游也在穆勒的领导下也成为全欧洲最大的旅游公司。2009年，穆勒在爱尔兰政府的邀请下加入爱尔兰航空并担任该公司的首席执行长，当时爱尔兰和欧洲市况欠佳，但穆勒仍成功带领爱尔兰航空转亏为盈，使其成為一个强稳且持续赚钱和拥有韧性商业模式的航空公司。2015年，穆勒在马来西亚政府以及国库控股邀请下加入马来西亚航空并担任该公司的首席执行长，以协助国库控股执行马航的一系列业务重组计划。。2016年4月，穆勒因私人理由向国库控股提呈辞职信，希望提早与马航解约并回到德国。国库控股在审查该辞职信后批准了该请求，穆勒现为马航的非执行董事以便在过渡期期间监督于7月上任的新任首席执行中彼得·贝勒。穆勒预计将在2016年9月正式离开马航以及马航董事局。
除此之外，穆勒曾担任无数家航空公司的非执行董事，其中几家包括赫伯罗特、LOT波兰航空、卢森堡航空、劳达航空以及TUIfly等等。穆勒也曾担任国际航空运输协会主席以及该协会在布鲁塞尔和欧洲的航空安全组织顾问委员会的主席.。